# 第7親衛空挺師団 (ロシア空挺軍)
第7親衛空中強襲師団（だい7しんえいくうちゅうきょうしゅうしだん、7-я гвардейская воздушно-десантная дивизия；略称7 гв.ВДД）は、ロシア空挺軍の師団。空挺軍司令部隷下。クラスノダール地方ノヴォロシースク駐屯。

## 歴史
- 1945年：第3ウクライナ戦線第9親衛軍の編成下において、前身の第103親衛狙撃師団第322親衛狙撃連隊[1]をバラトン湖（ハンガリー）地区に投入。
- 1945年4月26日：連隊に対して、「2等クトゥーゾフ勲章」授与。部隊の公式記念日となる。
- 1945年5月：ハンガリー、トレジュボン市で終戦を迎える。
- 1946年：空挺軍傘下の第103親衛空挺師団第322親衛空挺連隊に改編された。
- 1948年10月15日：白ロシア、ポロツクにおいて、第322親衛空挺連隊に基づき、第7親衛空挺師団編成。第8親衛空挺軍団に配属。のちにリトアニアのカウナス市、マリヤンポリ市に配置転換。
- 1956年：ハンガリー動乱に参加。
- 1968年：チェコスロヴァキア侵攻に参加。
- 1979年10月、第80親衛空挺連隊を基幹に第39独立空中強襲旅団が創設された。
- 1979～1989年：アフガニスタンに投入。
- 1985年5月：師団に対して、赤旗勲章を授与。
- 1988～1989年：ザカフカーズ地域において、特殊任務を遂行。
- 1993年8月～：北カフカーズ軍管区に駐屯。
- 1993～1996年：アブハジアにおいて、平和維持任務を遂行。
- 1995年1月～1996年10月：第一次チェチェン紛争に投入。
- 1998年1月～：ダゲスタン及びチェチェン共和国において、特殊任務を遂行。
- 2008年8月：南オセチア紛争において、アブハジア方面に投入
- 2021年12月：第56独立親衛空中襲撃旅団が第56親衛空中強襲連隊に縮小改編され師団傘下となった。
- 2022年3月：2022年ロシアのウクライナ侵攻において師団長のアンドレイ・スホベツキー少将が演説中に狙撃され死亡[2]。

## 編制
- 師団司令部（ノヴォロシースク）
  - 第3高射ミサイル連隊
  - 第6整備回収大隊
  - 第162情報大隊
  - 第185軍事輸送航空飛行隊
  - 第286宅配郵便業務隊
  - 第629工兵大隊
  - 第743親衛通信大隊
  - 第967降着支援中隊
  - 第1681用具支援大隊
  - 第3395空中機動陸軍病院

- 第97落下傘連隊
- 第108親衛空中強襲連隊
- 第247親衛空中強襲連隊
- 第56親衛空中強襲連隊
- 第1141親衛砲兵連隊

## 歴代師団長
| 職名   | 就任年          | 氏名                         | 階級     |
| ------ | --------------- | ---------------------------- | -------- |
| 師団長 | 1949年 - 1952年 | グリゴリー・ポリシチュク     | 親衛少将 |
| 師団長 | 1952年 - 1955年 | ゲオルギー・ゴロファスト     | 親衛大佐 |
| 師団長 | 1955年 - 1956年 | アレクセイ・ルダコフ         | 親衛少将 |
| 師団長 | 1956年 - 1958年 | ピョートル・アンチポフ       | 親衛大佐 |
| 師団長 | 1958年 - 1961年 | イワン・ドゥドゥラ           | 親衛大佐 |
| 師団長 | 1961年 - 1963年 | ピョートル・チャプルイギン   | 親衛少将 |
| 師団長 | 1963年 - 1966年 | ドミトリー・シュクルジエフ   | 親衛少将 |
| 師団長 | 1966年 - 1970年 | レフ・ゴレロフ               | 親衛少将 |
| 師団長 | 1970年 - 1973年 | オレグ・クレショフ           | 親衛少将 |
| 師団長 | 1973年 - 1975年 | ニコライ・カリーニン         | 親衛少将 |
| 師団長 | 1975年 - 1978年 | ウラジーミル・クラエフ       | 親衛少将 |
| 師団長 | 1978年 - 1982年 | ウラジスラフ・アチャロフ     | 親衛少将 |
| 師団長 | 1982年 - 1984年 | ユランチン・ヤルイギン       | 親衛大佐 |
| 師団長 | 1984年 - 1987年 | ウラジーミル・トポロフ       | 親衛少将 |
| 師団長 | 1987年 - 1990年 | アレクセイ・シグトキン       | 親衛少将 |
| 師団長 | 1990年 - 1992年 | ワレーリー・ハツケヴィチ     | 親衛少将 |
| 師団長 | 1992年 - 1994年 | グリゴリー・カラブホフ       | 親衛少将 |
| 師団長 | 1994年 - 1997年 | イーゴリ・ソローニン         | 親衛少将 |
| 師団長 | 1997年 - 2002年 | ユーリー・クリヴォシェーエフ | 親衛少将 |
| 師団長 | 2002年 - 2005年 | ニコライ・イグナトフ         | 親衛少将 |
| 師団長 | 2005年 -2007年  | ヴィクトル・アスタポフ       | 親衛少将 |
| 師団長 | 2008年 -2010年  | ウラジーミル・コチェトコフ   | 親衛大佐 |
| 師団長 | 2010年 -2012年  | アレクサンドル・ヴャズニコフ | 親衛少将 |
| 師団長 | 2012年 -2014年  | ヴァレリー・ソロチュク       | 親衛少将 |
| 師団長 | 2014年 -2019年  | ローマン・ブレウス           | 親衛少将 |
| 師団長 | 2019年 -2022年  | アンドレイ・スホベツキー     | 親衛少将 |
| 師団長 | 2022年 -        | アレクサンドル・コルネフ     | 親衛大佐 |